# Jan Jongbloed
Jan Jongbloed (Amsterdam, 25 de novembro de 1940 — 31 de agosto de 2023) foi um futebolista holandês que jogava na posição de goleiro.

## Carreira em clubes
Em 26 anos como profissional, Jongbloed iniciou a carreira no DWS em 1959, atuando em 353 partidas até 1972. Seu estilo e jogo lembrava o do húngaro Gyula Grosics, saindo de sua baliza para interceptar ataques adversários.
Jogaria ainda por FC Amsterdam, Roda JC e Go Ahead Eagles. Em 1986, aos 45 anos de idade, o goleiro sofreu um ataque cardíaco durante um jogo do Go Ahead, deixando os gramados logo após o incidente. 

## Carreira de treinador
Antes de encerrar a carreira, Jongbloed trabalhou como auxiliar-técnico do HFC Haarlem, na temporada 1981-82. Em 1986, foi contratado pelo Vitesse, onde permaneceu durante 24 anos como auxiliar-técnico, treinador interino e técnico das categorias de base.

## Seleção Neerlandesa
Pela Seleção Holandesa, Jongbloed estreou em 1962, contra a Dinamarca. Dese então, permaneceu afastado durante 12 anos da Oranje, voltando a ser convocado pelo técnico Rinus Michels, onde enfrentou a Argentina.
Integrou o elenco que foi vice-campeão da Copa da Alemanha, ocupando o lugar de Jan van Beveren, afastado por indisciplina. Inicialmente seria o terceiro goleiro, porém foi promovido a titular antes do início do torneio, mais pela sua experiência (tinha 35 anos na época) do que por sua habilidade.
Tornou-se famoso naquele campeonato por usar camisas amarelas, com o número 8 e jogar sem luvas. Ele alternou bons e maus momentos na seleção holandesa no período que sucedeu a Copa de 1974, dividindo as convocações com Piet Schrijvers e Van Beveren.
Pouco antes da Copa de 1978, realizada na Argentina, o novo técnico da Seleção, o austríaco Ernst Happel, bancou a convocação de Jongbloed, confiando a titularidade ao goleiro, que agora estava com 37 anos.
Na segunda fase do torneio, Jongbloed foi relegado ao banco de reservas por decisão de Happel, que havia decidido dar uma chance ao reserva Schrijvers. Contudo, uma contusão do novo titular, na semifinal contra a Itália, fez com que Jongbloed recuperasse a titularidade, não evitando, porém, o título da Seleção Argentina. Em 16 anos de convocações para a Oranje, o goleiro esteve presente em apenas 24 partidas.

## Vida pessoal
Antes de sua aposentadoria, Jongbloed sofreu um  golpe em sua vida pessoal em 23 de setembro de 1984: seu filho, Erik, que jogava do DWS e também era goleiro, foi sendo atingido mortalmente por um raio.
Jongbloed morreu no dia 31 de agosto de 2023, aos 82 anos de idade.

## Títulos
DWS
- Eredivisie: 1963-64

Seleção Holandesa
- Copa do Mundo FIFA:1974 e 1978 - Vice campeão
- Eurocopa: 1976 - Terceiro Lugar
- Torneio de Paris de Futebol: 1978